# José Cuadros Quiroga
José Cuadros Quiroga (Cochabamba, Bolivia; 1908 - Cochabamba, Bolivia; 25 de junio de 1975) fue un periodista, abogado y político boliviano.
Fue uno de los uno de los fundadores y principales teóricos del Movimiento Nacionalista Revolucionario (MNR) en sus primeros años.

## Biografía
José Cuadros nació en la ciudad de Cochabamba en 1908. Fue hijo de José Melchor Cuadros, abogado liberal que fue ministro de la Corte Suprema de Justicia, y María Teresa Quiroga.
Realizó sus primeros trabajos en artículos de la revista Arte y Trabajo, bajo la dirección de Cesáreo Capriles, junto a otros jóvenes escritores como Carlos Montenegro, Augusto Céspedes y Augusto Guzmán, de quien fue amigo íntimo.
Fue delegado por Cochabamba en la Federación Universitaria de Bolivia (FUB), que en 1928 publicó junto a otros líderes universitarios como José Antonio Arze y Ricardo Anaya, un Programa de Principios que plantea entre otras propuestas: la nacionalización de las minas, la nacionalización del petróleo, la dotación de tierras a indígenas y la reglamentación del trabajo. Años después, muchos de estos planteamientos formarían parte del programa de partidos políticos, principalmente el del Movimiento Nacionalista Revolucionario.
Al comenzar la Guerra del Chaco frente a Paraguay, Cuadros se refugió en el Perú, convencido de la inutilidad del conflicto. Luego de la Guerra del Chaco, fue parte del equipo periodístico del matutino La Calle, junto a Montenegro y Céspedes, y dirigido por Armando Arce. El carácter crítico de los artículos de La Calle frente a los gobiernos conservadores y las grandes empresas mineras, le costó el cierre en 5 oportunidades, hasta la clausura definitiva en 1943. Durante su existencia, este periódico se posicionó como vocero del núcleo político que luego formó el Movimiento Nacionalista Revolucionario.
En julio de 1941, durante el mandato de Enrique Peñaranda, el gobierno recibió de la embajada estadounidense una copia de una carta que vinculaba al embajador de Alemania con militares cercanos a Busch, que supuestamente tramaban un intento de golpe de Estado. La trama, denominada el «putsch nazi», indirectamente involucraba en la controversia al núcleo político de La Calle y sus aliados parlamentarios. El «putsch nazi» fue posteriormente demostrado infundado, pero sirvió como pretexto para declarar un estado de sitio, clausurar La Calle, y apresar a la oposición política. Montenegro, Céspedes y Rafael Otazo fueron confinados a Santa Ana de Velasco, mientras que Hernán Siles Suazo, Walter Guevara Arze y Cuadros Quiroga, fueron enviados a San Ignacio de Velasco por cuatro meses.
En 1942, fundó junto a Víctor Paz Estenssoro, Siles Zuazo, Guevara Arze, Montenegro, Céspedes, Arce y otros, el Movimiento Nacionalista Revolución (MNR). Cuadros fue el encargado de la redacción del primer proyecto de acción del MNR, luego consensuado y firmado por los fundadores, como afirmó Paz Estenssoro «en cuanto a la fundación del nuevo partido, se encomendó a José Cuadros Quiroga la redacción del proyecto de declaración de principios y acción. La misión fue cumplida con eficacia, pues delineaba la posición de la naciente fuerza política... El proyecto fue discutido en varias sesiones analizando prolijamente su contenido».
Luego del derrocamiento de Gualberto Villarroel en 1946, fue exiliado en Argentina junto a Montenegro, Céspedes y Paz Estenssoro. Desde allí se organizó un frustrado intento de ingresar por Villazón, que desencadenó en la guerra civil de 1949. Cuadros fue capturado junto a Paz Estenssoro, Céspedes y otros en la frontera, y posteriormente expulsado a Uruguay.
Luego de la revolución de 1952, fue embajador en Ecuador, ministro de gobierno (1956-1958) durante la presidencia de Siles Suazo y secretario ejecutivo del MNR.Fue embajador en Francia.
Enfermo de un cáncer, se suicidó en Cochabamba en junio de 1975.